# 1678
Évszázadok: 16. század – 17. század – 18. század
Évtizedek: 1620-as évek – 1630-as évek – 1640-es évek – 1650-es évek – 1660-as évek – 1670-es évek – 1680-as évek – 1690-es évek – 1700-as évek – 1710-es évek – 1720-as évek
Évek: 1673 – 1674 – 1675 – 1676 –  1677 – 1678 – 1679 – 1680 – 1681 – 1682 – 1683

## Események
- április 5. – I. Apafi Mihály erdélyi fejedelem kiáltványban tudatja Magyarország lakosaival, hogy a francia és a lengyel királlyal szövetséget kötve „a szabadságtalanság terhes és súlyos igája alól való felszabadulások végett fogott fegyvert”.[1]
- augusztus 10. – A Holland Egyesült Tartományok és a Francia Királyság aláírja a francia–holland háborút lezáró nijmegeni békeszerződést.[2]

## Születések
- január 31. – Herczegh János magyar orvosdoktor és tanár († 1713)
- március 4. – Antonio Vivaldi, olasz zeneszerző († 1741)
- március 31. – Christian Maximilian Spener, német orvos, heraldikus († 1714)
- július 26. – I. József, magyar király és német-római császár († 1711)

## Halálozások
- február 13. – Bethlen János, történész és erdélyi kancellár (* 1613)
- szeptember 1. – Ifj. Jan Brueghel flamand tájkép-, virág- és állatfestő (* 1601)